# Luigi Giussani
Pour les articles homonymes, voir Giussani (homonymie).
 (février 2024).
Si vous disposez d'ouvrages ou d'articles de référence ou si vous connaissez des sites web de qualité traitant du thème abordé ici, merci de compléter l'article en donnant les références utiles à sa vérifiabilité et en les liant à la section « Notes et références ».
Luigi Giovanni Giussani, né le 15 octobre 1922 à Desio (Italie) et décédé le 22 février 2005 à Milan, est un prêtre séculier catholique, éducateur, philosophe et théologien italien, fondateur du mouvement catholique international Communion et Libération, présent actuellement dans plus de 87 pays.

## Biographie

### Jeunesse et formation
Luigi Giussani est né à Desio, près de Milan, en Italie. Son père, Beniamino Giussani, était un artiste et un anarchiste qui lui inculqua l'amour de la beauté, particulièrement de la poésie, de la peinture et de la musique, ainsi qu'un désir de justice. Sa mère, Angelina Gelosa, lui transmit ses valeurs religieuses.
Le 2 octobre 1933, il est admis au séminaire de Milan à un jeune âge. C'est un élève studieux et à la recherche de connaissances et de profondeur spirituelle. Il y découvre une manière de comprendre des œuvres d'art « profanes », telles que la poésie de Giacomo Leopardi ou la musique de Ludwig van Beethoven, en tant qu'expressions du sens religieux et annonces inconscientes de l'incarnation du Christ. Avec d'autres séminaristes tels qu'Enrico Manfredini (it), qui devint par la suite archevêque de Bologne, Giussani fonda un groupe d'études et une publication nommés Studium Christi.
Le 26 mai 1945, il reçoit l'ordination sacerdotale des mains du cardinal Alfredo Ildefonso Schuster.
Après l'ordination, il devient enseignant au séminaire de Venegono et se spécialise dans l'étude de la théologie orientale, dans la théologie protestante américaine et sur la motivation rationnelle de l'adhésion à l'Église.

### MouvementCommunion et Libération
En 1954, il quitte l’enseignement au séminaire pour les écoles secondaires. Pendant dix ans, soit jusqu'en 1964, il enseigne au Lycée Berchet de Milan. Dès lors, il commence à écrire dans des revues d’étudiants, visant à attirer l’attention des jeunes sur le Christ et l'Église. C’est ainsi que prend naissance le mouvement Communion et Libération (CL). Malgré  une prometteuse carrière d’universitaire, Luigi Giussani préfère se consacrer à l’éducation des étudiants dont le besoin de repères et de modèles se fait sentir. C’est ainsi qu’il commence son activité évangélisatrice, présentant la foi chrétienne avec une grande ouverture. Il prend conscience du problème : nombreux sont les jeunes acceptant le Christ mais pas l’Église. Il se donne tous les moyens pour faire comprendre que le Christ et l’Église sont faits pour être un seul corps, l'Église étant le Corps mystique du Christ. Il explique sa théorie à travers une trilogie nommée ParCours, qui constitue le sens de son enseignement spirituel.
Le mouvement Communion et Libération connaitra une rapide et importante croissance en Italie, qui ne cessa d’augmenter grâce à l'action pastorale de Giussani. En 1982, le mouvement reçoit son approbation, et Luigi Giussani en devient le président. Parallèlement est fondé Memores Domini, une association de laïcs qui réunit des membres du mouvement faisant le choix de vivre dans une vie consacrée, selon la Règle de saint Benoît.

### Domaine ecclésial
En 1983, le pape Jean-Paul II nomme l'abbé Giussani prélat d’honneur, en reconnaissance de son travail apostolique. Défenseur de la raison humaine, il était un connaisseur de la littérature, de la musique et de l’art, qu’ils considéraient comme une entreprise valorisant la route qui mène à la foi chrétienne.
Reconnu comme un homme d’une grande capacité intellectuelle, il devient consultant pour le Conseil pontifical pour les laïcs et pour la Congrégation pour le clergé. Ayant acquis une renommée de maître de vie spirituelle, il était entendu avec respect par des personnes de différentes religions et de différences classes sociales.

### Mort et funérailles
Luigi Giussani meurt à Milan, le 22 février 2005, à la suite d’une complication circulatoire et rénale, à l’âge de 82 ans. Des centaines de prêtres et des milliers de personnes assistent à ses funérailles, présidée par le cardinal Joseph Ratzinger, dans la Cathédrale de Milan.
D'abord enterré dans le Cimetière monumental de Milan, ses restes sont transférés en 2008 dans la chapelle du cimetière afin de permettre une plus grande accessibilité aux personnes souhaitant se recueillir sur sa tombe.

## Béatification et canonisation
La cause pour sa béatification et canonisation a été ouverte le 13 juin 2012, au titre duquel il considéré comme Serviteur de Dieu.

## Œuvres
• Luigi Giussani, Le sens religieux, les Éd. du Cerf, coll. « ParCours », 2003  (ISBN 978-2-204-07059-1), [lire en ligne]